# Ikkō Tanaka
Pour les articles homonymes, voir Tanaka.
Ikkō Tanaka (田中一光), né le 13 janvier 1930 à Nara et décédé le 10 janvier 2002, est un artiste contemporain japonais.

## Biographie
Diplômé de l'école des Beaux-Arts de Kyōto, il commence sa carrière comme designer de textiles à Osaka. Il occupe cette fonction de 1950 à 1952 aux filatures Kanegafuchi (aujourdhui Kanebo). De 1952 à devient graphiste au Sankei Shimbun à Ōsaka, fonction qu'il occupe jusqu'en 1958,.
Il s'installe à Tokyo en 1957 et fonde sa société Ikkō Tanaka Design Studio en 1963. Il travaille pour le comité d'organisation des Jeux olympiques de Tokyo en 1964 et pour l'Exposition universelle de 1970 à Osaka. 

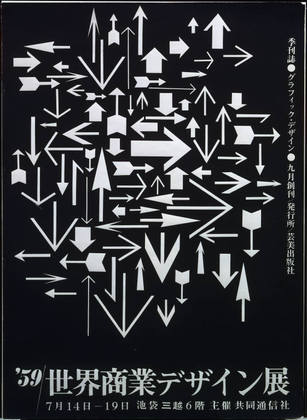

Il aborde tous les aspects du design: posters, emballages, logo, couvertures de livres et étend son activité à la conception globale et à la direction artistique. Il est représenté dans les collections permanentes de nombreux musées comme le Stedelijk Museum d'Amsterdam, le Museum of Modern Art de New York et le Kyoto Institute of Technology.
Son style allie les motifs japonais traditionnels et l'abstraction géométrique occidentale.
Ikkō Tanaka meurt le 10 janvier 2002.